# Gabriel Favereau
Pour les articles homonymes, voir Favereau.
Gabriel Favereau né à Troyes dans le département de l'Aube en France à une date inconnue et mort en 1576 dans cette même ville, était un architecte français du XVIe siècle actif principalement dans sa ville natale.

## Biographie
Gabriel Favereau était le gendre de Domenico del Barbieri avec lequel il réalise le jubé de la Collègiale Saint-Étienne à Troyes.

## Réalisations
- Architecte de la cathédrale de Troyes.